# Niccolò di Bonaccorso

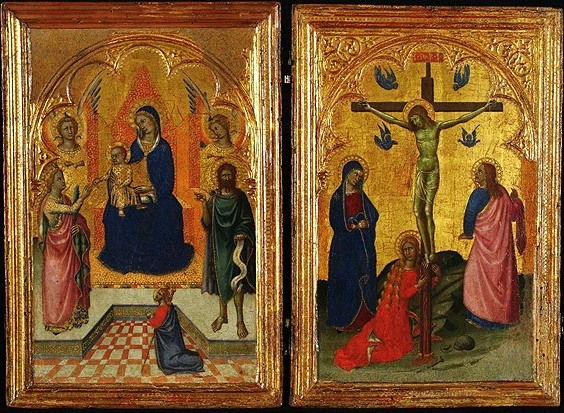
Dittico dell'Aquila

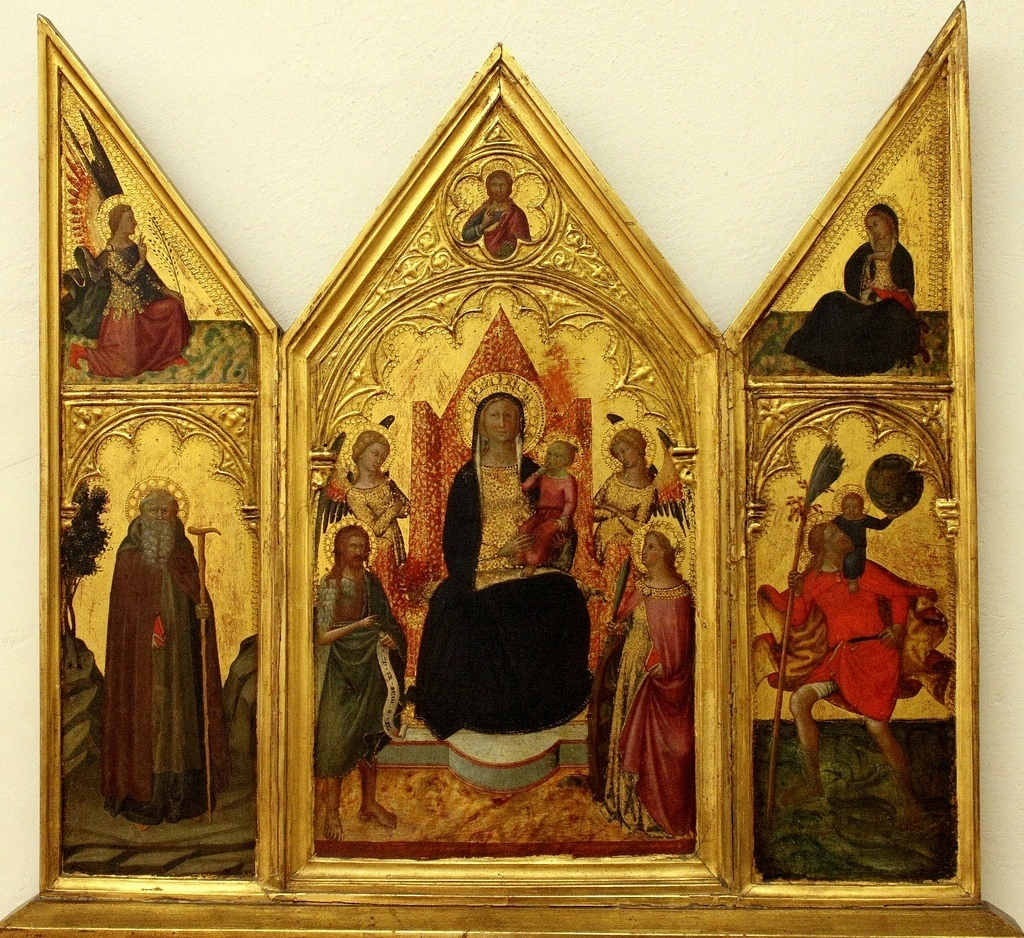
Trittico di Praga

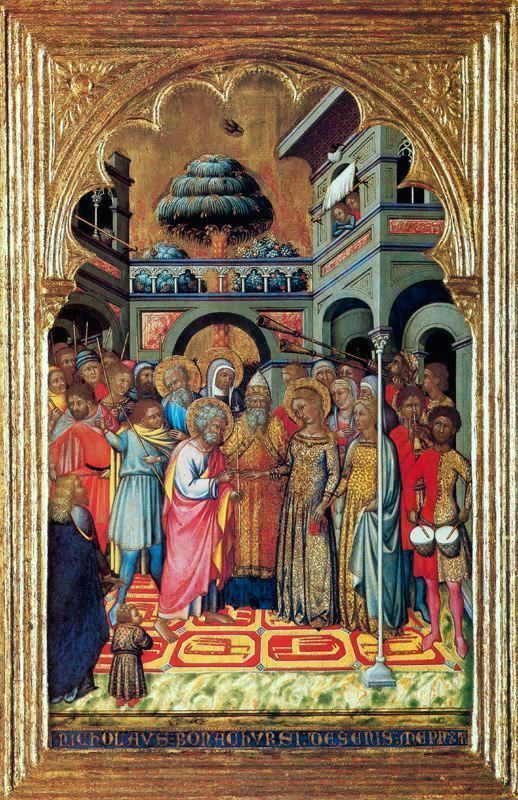
Sposalizio della Vergine

Niccolò di Bonaccorso, o di Buonaccorso (Siena?, ... – 1388), è stato un pittore e politico italiano della scuola senese, documentato dal 1355.

## 'Biografia'
Nel 1355 risulta iscritto alla compagnia dei pittori senese. Tra il 1372 e il 1388 figurò nel Consiglio della sua città,  l'organo dirigente supremo della Repubblica di Siena, e nel 1381 fu eletto Gonfaloniere onorario (alfiere), nella parrocchia di San Martino.

### Opere
L'artista, che lavorò a Firenze e a Siena, è conosciuto per poche opere, dallo stile ricercato quasi miniaturistico, soprattutto altaroli e pannelli di piccolo formato. 
Esistono due firme dell'artista, una su uno Sposalizio della Vergine a Londra, facente parte del Trittico di Santa Maria Nuova ("BONACHURSI: DE SENIS: ME PINXIT"), e una su una Madonna col Bambino nella Timken Art Gallery a San Diego ("NICHOLAUS BONACHURSI ME PINXIT A. DNI 1387").
Della prima opera, proveniente dall'arcispedale di Santa Maria Nuova a Firenze databile al 1380 circa, si conoscono altri due pannelli, uno agli Uffizi (Presentazione della Vergine al Tempio) e uno al Metropolitan Museum (Incoronazione della Vergine).
Della seconda, facente parte del cosiddetto Polittico di Montecchio, smembrato e in larga parte disperso, si conosce un San Lorenzo (chiesa di Sant'Andrea a Montecchio).
Si conoscono inoltre alcuni altaroli, dittici e trittici a lui attribuibili. Nel Museo nazionale d'Abruzzo all'Aquila si trova un dittico con lo Sposalizio mistico di santa Caterina d'Alessandria e una Crocifissione; al Museo di belle arti di Budapest un dittico con l'Annunciazione; al Museum of Fine Arts di Boston una Madonna col Bambino tra san Giovanni Battista e un santo arcivescovo; alla Galleria nazionale dell'Umbria a Perugia una Crocifissione; alla Galleria nazionale di Praga una Madonna in trono col Bambino; alla Timken Art Gallery di San Diego un trittico con la Madonna col bambino tra i santi Caterina e Cristoforo; al Museo dell'Università dell'Indiana di Bloomington un trittico con la Madonna col Bambino e santi.
Lo stile dell'artista si rifà spesso ai maestri senesi del primo Trecento, quali soprattutto Simone Martini e Ambrogio Lorenzetti.